# Ivanovo
Pour les articles homonymes, voir Ivanovo (homonymie).
Ivanovo (en russe : Иваново) est une ville de Russie et la capitale administrative de l'oblast d'Ivanovo. Elle est située à 250 km au nord-est de Moscou. Bastion de l'industrie textile russe et ville universitaire, sa population s'élevait à 404 598 habitants en 2020.

## Histoire
L'actuelle ville est issue de la fusion, en 1871, de l'ancien village d'Ivanovo, fondé en 1561, avec le centre textile de Voznessenski Possad. Jusqu'en 1932, l'agglomération a porté le nom d'Ivanovo-Voznessensk (littéralement Jean de l'Ascension).
Depuis la Russie impériale, Ivanovo est une ville d'industrie légère, spécialisée dans la filature et le tissage du coton (surnommée pour cela la « Manchester russe » à la fin du XIXe siècle), rivale de la ville de Łódź, en Pologne, qui faisait aussi partie de l'Empire russe à l’époque. En 1914, Ivanovo comptait parmi les vingt plus grandes villes de Russie.
En 1873, un théâtre est construit à Ivanovo-Voznessensk par Vassili Demidov.
La première bibliothèque publique a vu le jour en 1865. Elle a été fondée avec 1 500 livres offerts par Iakov Gareline. Après sa mort, la bibliothèque a hérité de la totalité de sa collection personnelle de livres ainsi que sa résidence. Grâce à cela, la bibliothèque est devenue l’établissement le plus complet de la ville avec environ dix mille livres d’histoire, de théologie, d’art, de technique et de littérature en plusieurs langues.
Le premier hôpital ouvrit à Voznessenski Possad en 1861. Les moyens nécessaires à son ouverture furent rassemblés par Gareline, Zoubkov, Kokoutchkine et autres.

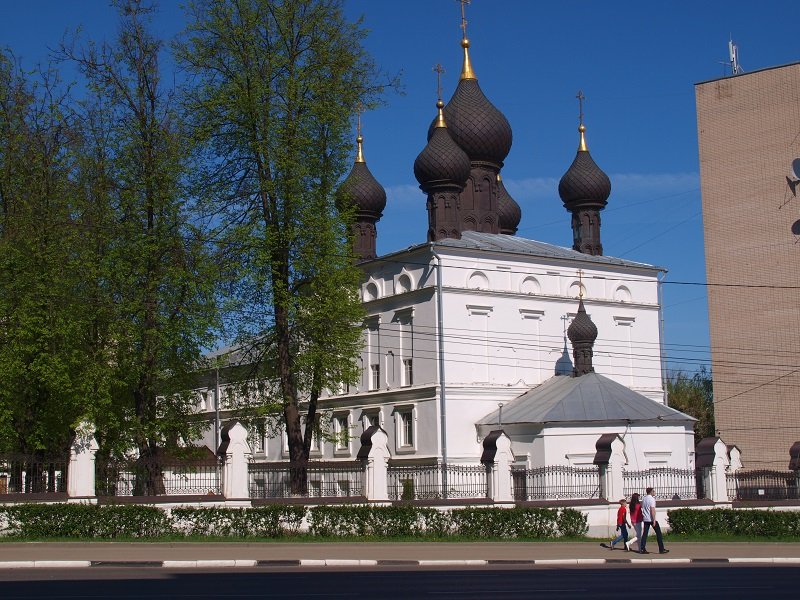
Église Notre-Dame de Kazan à Ivanovo.
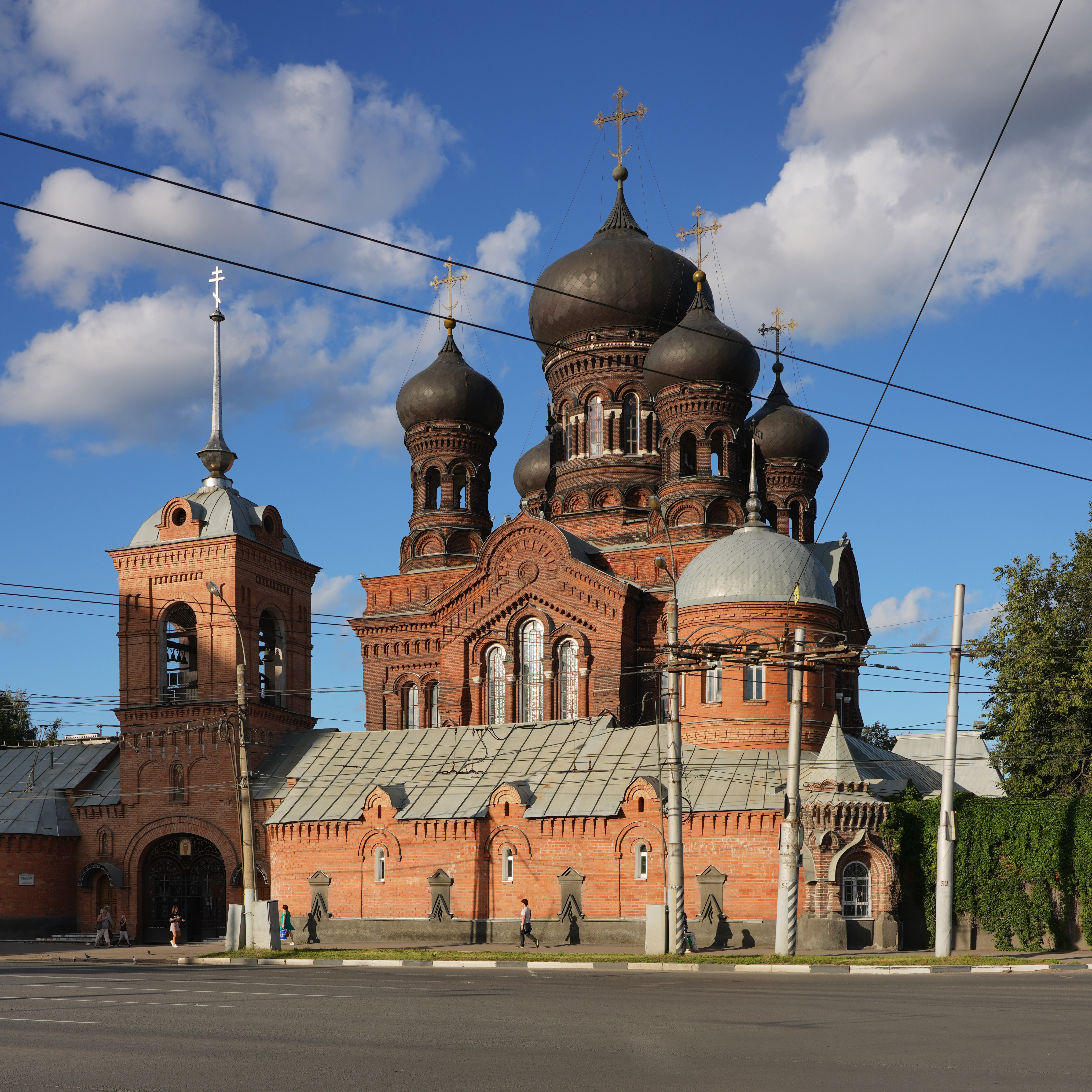
Monastère de la Présentation.

### Contestation de 1905 à 1917

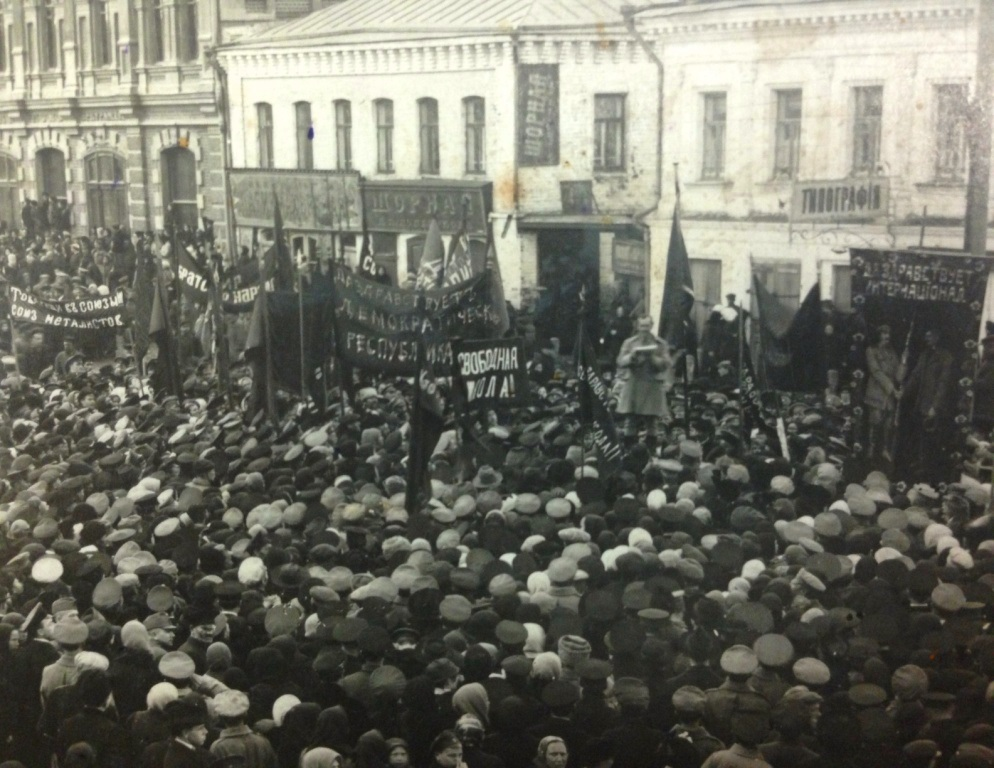
Manifestation à Ivanovo pendant la révolution de février-mars 1917.

Les conditions de vie et de travail des ouvriers étaient déplorables, ce qui donnait lieu à des grèves très fréquentes. Pendant la Révolution russe de 1905, le premier soviet des députés ouvriers y vit le jour. C’est pour cette raison qu'Ivanovo est aussi nommé « город первого совета » (la ville du premier Conseil).
Le 12 mai 1905, commence la première grève de 72 jours des ouvriers de la ville. Parmi les organisateurs se trouvent des révolutionnaires professionnels tels que Andreï Boubnov, N. N. Kolotilov, N. I. Podvoïski et Mikhaïl Frounze. Le Conseil (ou « soviet » en russe) est composé ainsi de 151 députés – ouvriers des manufactures en grève. Après l’interdiction du 17 mai d'organiser des meetings dans le centre de ville, les réunions des révolutionnaires se déplacent en banlieue d’Ivanovo. Le 3 juillet, les armes sont utilisées contre les grévistes. Le mouvement prend fin en juillet 1905.
Ivanovo est une des villes les plus touchées par le mécontentement ouvrier pendant la Première Guerre mondiale. Le 10 août 1915, trente personnes sont tuées et 53 blessées pendant un meeting pacifique. Cette action provoque des manifestations de solidarité dans plusieurs villes de Russie.

### Après la révolution

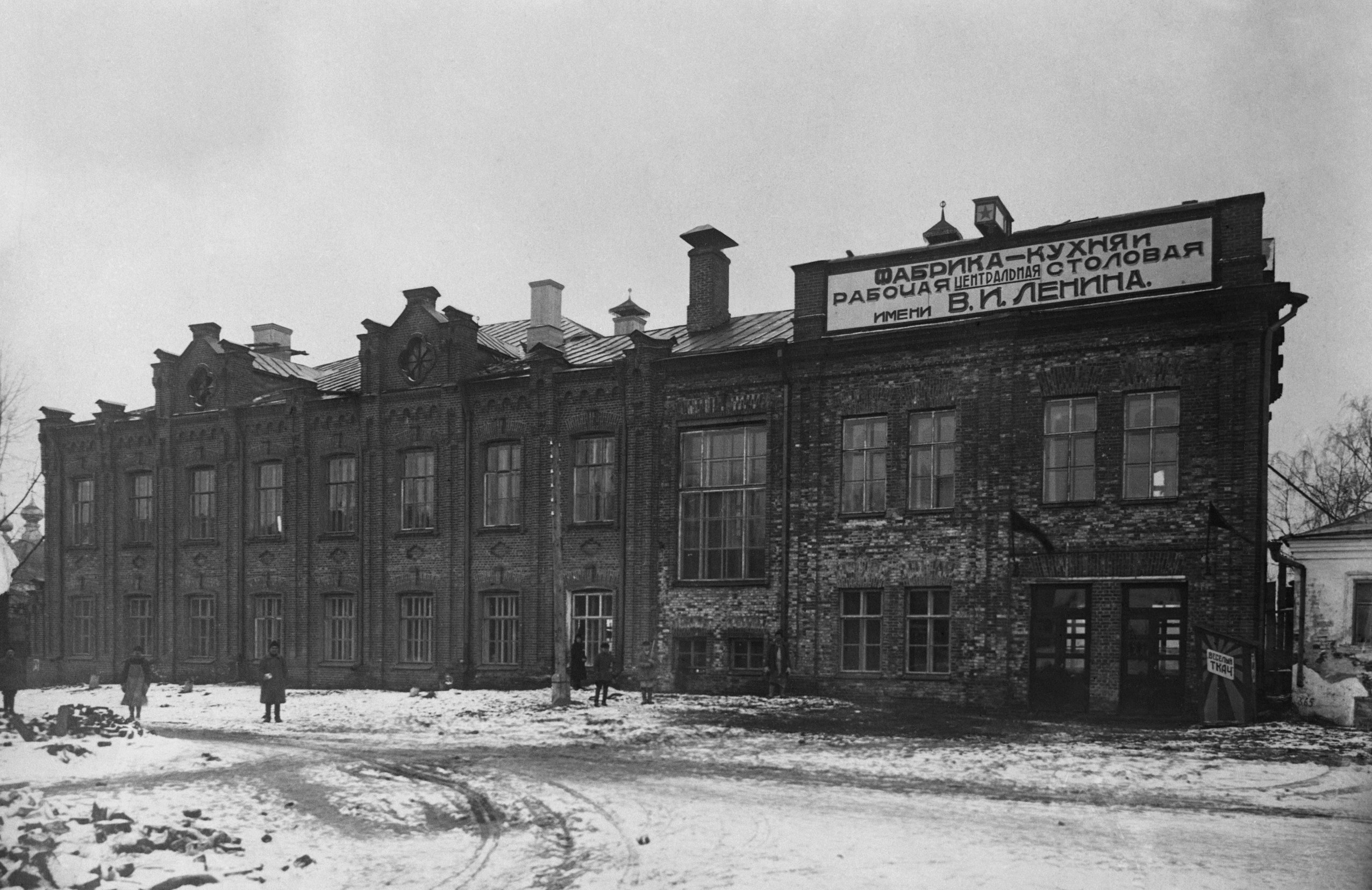
L'usine de cuisine mécanisée Narpit rebaptisée du nom de V. I. Lénine, 1925.

Le 20 juin 1918, Ivanovo-Voznessensk devient le centre administratif de l'oblast d'Ivanovo.
Le 14 novembre 1929, une décision importante est prise au sujet de la formation d’une entité administrative nommée « région industrielle d'Ivanovo ». Cette formation administrative regroupe les grandes régions existant avant la révolution, comme les régions de Vladimir, de Kostroma et de Iaroslavl. Cette entité compte environ cinq millions d’habitants et se place à la troisième place, après les régions de Moscou et de Leningrad, selon la valeur de la production. Elle concentrait 49 % de la production textile de coton et 77 % de la production textile de lin du pays.
Le 27 décembre 1932, la ville est renommée « Ivanovo ».
En 1937, une école spéciale « Interdom » est fondée pour les enfants des communistes étrangers et des personnes haut placées. Cette école compte notamment parmi ses élèves les enfants de Dolores Ibárruri et de Mao Zedong.
Du 18 au 20 octobre 1941, une protestation collective — rare cas documenté en Union soviétique — se produit.  L'angoisse saisit les travailleurs de la ville à la rumeur que les usines textiles vont être évacuées ou détruites, du fait de l'approche des Allemands. Les femmes en particulier s'émeuvent. Aucune réserve n'a pu être constituée du fait du rationnement sévère. Certaines s'en prennent physiquement aux chefs locaux du NKVD et du parti.
À la fin du conflit, les Soviétiques ouvrent à Ivanovo un camp de prisonniers pour généraux allemands, comme le Generalfeldmarschall Friedrich Paulus, les généraux Seydlitz, von Daniel, Schlomer, Korfes.
C’est également à Ivanovo que l’histoire du régiment de chasse 2/30 Normandie-Niémen commence. Les aviateurs français étaient basés à l’aérodrome Nord de la ville, aujourd'hui aérodrome Ivanovo-Severny (en russe : Иваново-Северный).
En raison du nombre considérable d'ouvrières travaillant dans le textile, la ville s'est trouvée après la Seconde Guerre mondiale composée majoritairement de femmes célibataires, valant ainsi à Ivanovo le sobriquet de « ville des fiancées ».

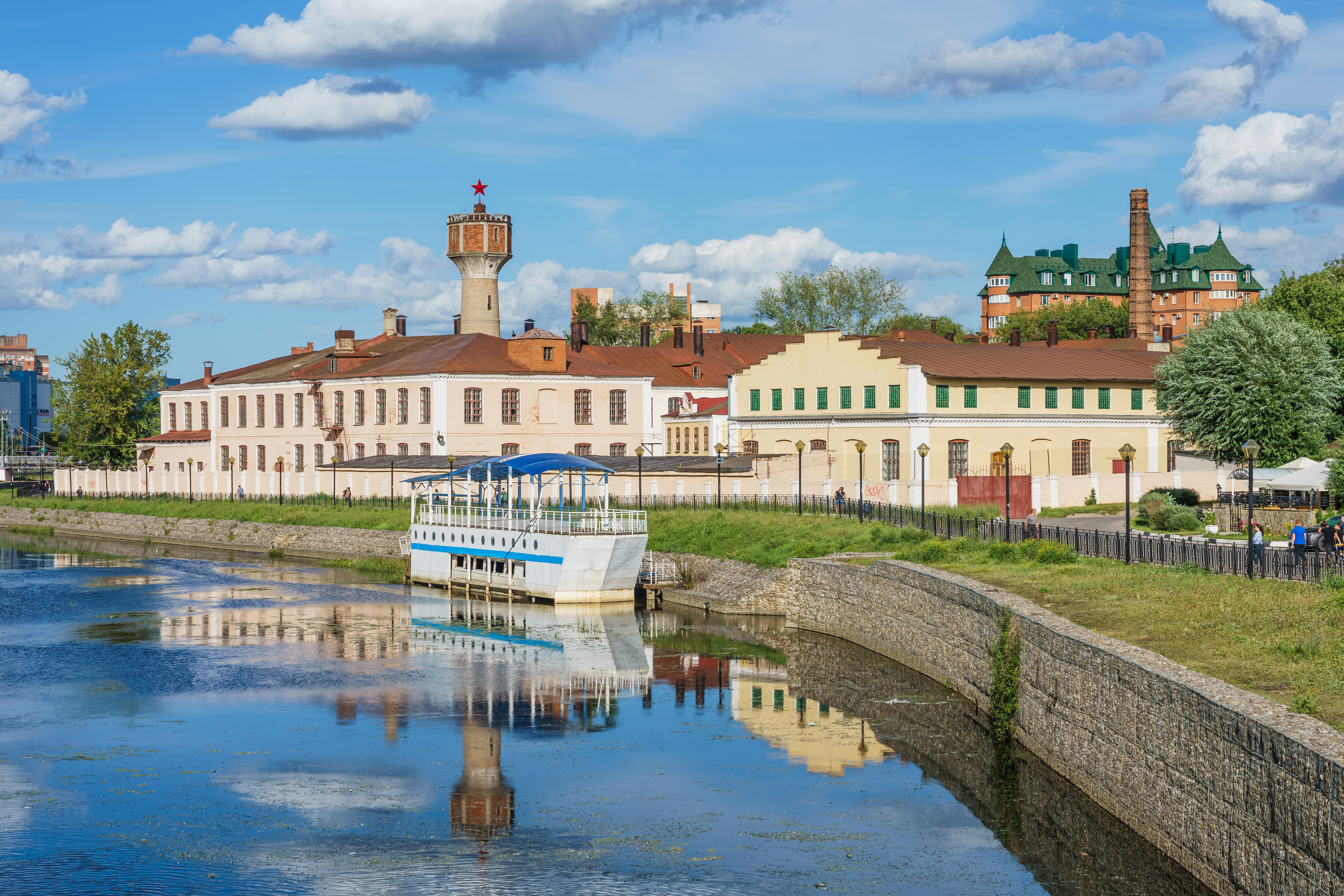
La manufacture Fokine à Ivanovo (août 2018).
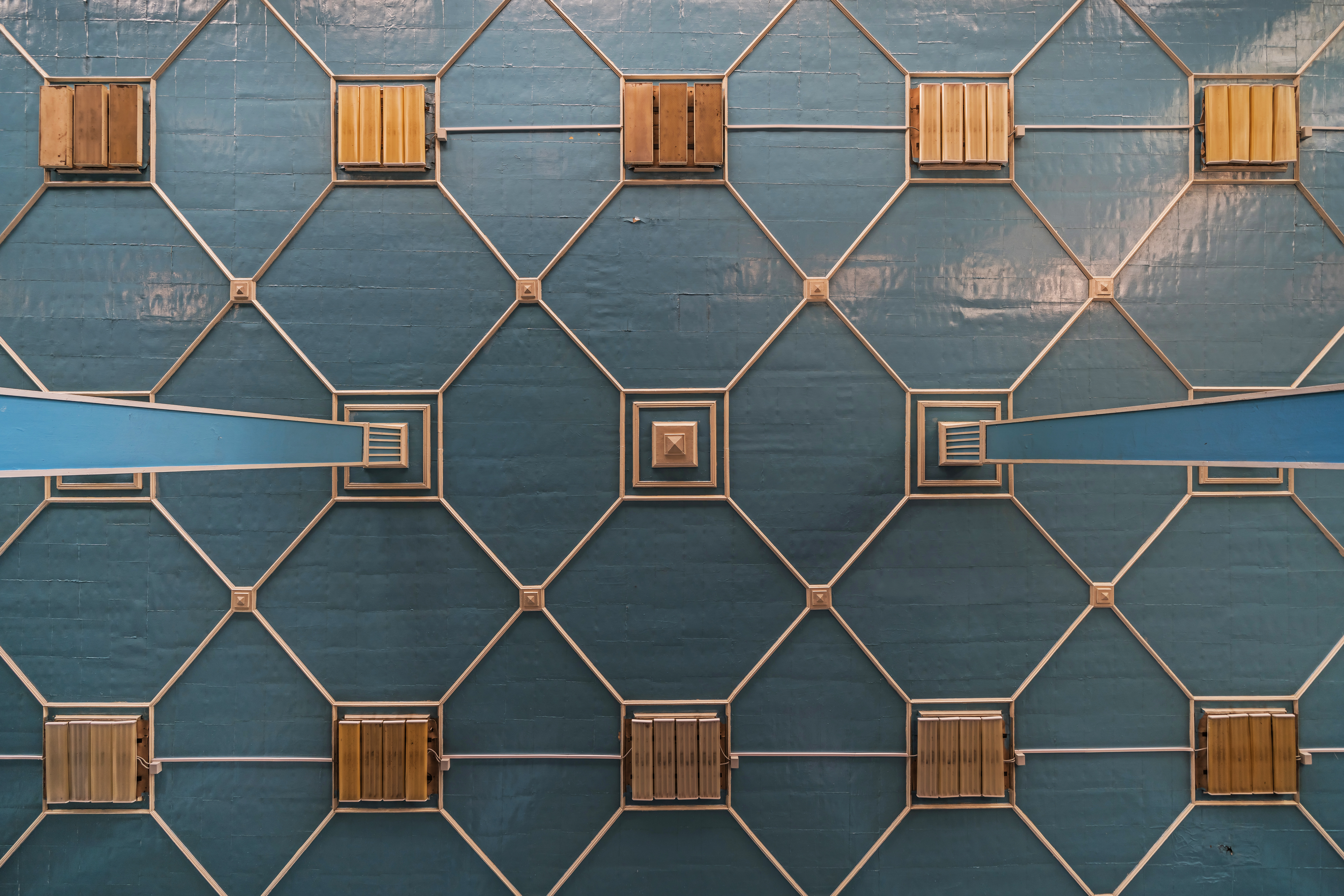
Plafond à la gare d'Ivanovo (août 2018).

## Population et société

### Démographie
Recensements ou estimations de la population
| 1897*  | 1917    | 1923*  | 1926*   | 1931    | 1939*   |
| ------ | ------- | ------ | ------- | ------- | ------- |
| 54 208 | 174 400 | 71 800 | 111 168 | 177 200 | 285 182 |

| 1959*   | 1970*   | 1979*   | 1989*   | 2002*   | 2010*   |
| ------- | ------- | ------- | ------- | ------- | ------- |
| 335 161 | 419 639 | 464 526 | 481 042 | 431 721 | 409 277 |

| 2013    | 2014    | 2015    | 2016    | 2017    | 2018    |
| ------- | ------- | ------- | ------- | ------- | ------- |
| 409 075 | 409 223 | 409 285 | 408 025 | 406 933 | 406 113 |

| 2019    | 2020    | - | - | - | - |
| ------- | ------- | - | - | - | - |
| 405 053 | 404 598 | - | - | - | - |

### Enseignement supérieur
- Université polytechnique d'Ivanovo
- Université de génie chimique d'Ivanovo
- Université de génie énergétique d'Ivanovo
- Faculté d'agronomie d'Ivanovo
- Faculté de Médecine d'Ivanovo
- Université d’État d'Ivanovo
- Faculté de la fonction publique régionale du Nord-est
- Antenne locale de l'Université russe du Commerce
- Antenne locale de l'Institut de Management et de droit de Moscou.

### Sports
La ville abrite le club de football du Tekstilchtchik Ivanovo, qui évolue depuis 2008 en troisième division russe.

## Transports
Elle est reliée à Kostroma et à Vladimir par la route fédérale R132.

## Personnalités liées à Ivanovo
- Nathalie Sarraute (1900-1999) : écrivaine française d'origine russe, née à Ivanovo.
- Diskoteka Avaria : groupe de hip-hop et de rap.
- Viatcheslav Zaïtsev (1938-2023) : couturier.
- Vladimir Makarov (1970-2017) : personnage fictif de Call of Duty: Modern Warfare 2, terroriste ultra-nationaliste.

## Jumelages
| Ville | Ville     | Pays | Pays        | Période                     |
| ----- | --------- | ---- | ----------- | --------------------------- |
|       | Astrakhan |      | Russie      | depuis 1998                 |
|       | Ayía Nápa |      | Chypre      | depuis le 27 septembre 2014 |
|       | Ferghana  |      | Ouzbékistan |                             |
|       | Plano     |      | États-Unis  |                             |
|       | Plovdiv   |      | Bulgarie    |                             |